# Алёшкин (Брянская область)
Алёшкин — посёлок в Суражском районе Брянской области России. Входит в состав Кулажского сельского поселения.

## География
Посёлок находится в северо-западной части Брянской области, в зоне хвойно-широколиственных лесов, в пределах части Приднепровской низменности, к западу от автодороги 15К-2702, на расстоянии примерно 9 километров (по прямой) к юго-востоку от города Суража, административного центра района. Абсолютная высота — 181 метр над уровнем моря.

### Климат
Климат характеризуется как умеренно континентальный с достаточным увлажнением, тёплым летом и умеренно холодной зимой. Среднегодовая многолетняя температура воздуха составляет 5,4 °С. Средняя температура воздуха самого тёплого месяца (июля) — 18,1 °C (абсолютный максимум — 37 °C); самого холодного (января) — −8 — −7,5 °C (абсолютный минимум — −37 °C). Период активной вегетации растений (с температурой выше 10°С) составляет 144 дня. Среднегодовое количество атмосферных осадков составляет 554 мм, из которых большая часть (285 мм) выпадает в тёплый период. Снежный покров держится в течение 120—130 дней.

### Часовой пояс
Посёлок Алёшкин, как и вся Брянская область, находится в часовой зоне МСК (московское время). Смещение применяемого времени относительно UTC составляет +3:00.

## История
Возник во второй половине XIX века как хутор; входил в Ляличскую волость Суражского уезда. С 1920-х годов до 1960 в Глуховском сельсовете, затем в Старокисловском. Решением Брянского облисполкома 13 апреля 1966 года переданы поселки Евсеевский, Алешкин, Лебедин, Александровский, Колесников и деревня Глуховка Старокисловского сельсовета Суражского района в ведение Ляличского сельсовета того же района. В Ляличском сельсовете до 1976 года, позднее вновь в Старокисловском, с 1992 по 2005 в Каменском.

## Население
| 2010 | 2013 |
| ---- | ---- |
| 7    | →7   |

### Национальный состав
80 человек (1926), в национальной структуре населения русские составляли 100 % из 11 человек.